# Pyemotes herfsi
Espèce
Pyemotes herfsi est une espèce d'acariens de la famille des Pyemotidae.

## Répartition
Cet ectoparasite se rencontre dans l'ouest du Canada, aux États-Unis et en Asie dont l'Inde.

## Description
Pyemotes herfsi mesure entre 0,2 à 0,8 mm. Cette mite parasite un nombre important d'insectes et cause des morsures aux humains, qui engendrent des démangeaisons et des papules rouges. Son fort potentiel de reproduction, sa petite taille et sa capacité de dispersion par le vent la rend très difficile à contrôler ou à éradiquer.

## Systématique
Le nom valide complet (avec auteur) de ce taxon est Pyemotes herfsi (Oudemans, 1936).
L'espèce a été initialement classée dans le genre Pediculoides sous le protonyme Pediculoides herfsi Oudemans, 1936.
Pyemotes herfsi a pour synonyme :
- Pediculoides herfsi Oudemans, 1936